# Cowlam
Cowlam var en civil parish fram till 1935 när blev den en del av Cottam, i grevskapet East Riding of Yorkshire, i England. Civil parish var belägen 9 km från Driffield och hade 47 invånare år 1931. Byar nämndes i Domedagsboken (Domesday Book) år 1086, och kallades då Coletun/Colnun.